# الحركة النسوية الإسلامية
الحركة النسوية الإسلامية، هي مثال الأيدلوجيات الهجينة التي بدأت تجد مكاناً لنفسها في الحياة الفكرية الحديثة. وتسمي كل خطابات وتطبيقات الحركة النسوية التي أعربت في النموذج الإسلامي. وعند القول بأن كل الناس متساوية في بيانات حقوق الإنسان الحديثة، قد دفع لخلط الفكر الإسلامي بنظام فكر يدافع عن مساواة أو تفوق المرأة، ضد قول تفوق الرجال والتمييز بين الرجل والمرأة التي لا تتناسب مع الظروف الراهنة التي تعتمد علي الاعتقادات التقليدية والمعتقدات الدينية في الحياة اليومية في العالم الإسلامي.

## نبذة تاريخية
بدأ تداول مصطلح الحركة النسوية الإسلامية، التي تطورت داخل الحركة الإسلامية التي اتسعت في العالم الإسلامي، عام 1992، في (زنان أي المرأة باللغة الفارسية) المجلة النسائية في طهران، في الأعمال الأدبية للكتاب الإيرانيين زیبا میرحسیني، وأفسانه نجم‌ آبادي، وأيضاً في عام 1996، في كتاب «النسوية والإسلام» الذي أصدرته الكاتبة السعودية مي يماني. ولو صادفنا التواريخ القريبة لظهور هذا المصطلح، فهناك أيضاً تاريخ الدفاع عن حقوق المرأة في المجتمعات الإسلامية الذي تجاوز المئة عام تقريباً. ونوع هذا الدفاع الذي حمل ميزة الرد علي انتقادات المجتمع الغربي الموجهة ضد المجتمعات الإسلامية، والذي وُرد في أعمال الكُتاب من الرجال المسلمين الإصلاحيين أو المجددين، فيتجه إلي تدمير اتهامات النساء بعدم تمييزهن عن العبيد، ومعاملتهن كمواطنات من الدرجة الثانية في المجتمعات الإسلامية. هذا المفهوم عن المرأة قد لاقي أهمية من الدرجة الأولي داخل الأسرة وفي تنشئة الأجيال الجديدة، وقد اقترح في مجتمع الرجل والمرأة، أنهم يعملوا من خلال التكامل المتبادل الذي ينفذ المهام المختلفة عن بعضهم البعض.

## تعاريف

### النسويات الإسلاميات
تُفسر النسويات الإسلاميات النصوص الدينية من وجهة نظر نسوية. يمكن رؤية النسويات على أنهن فرع من المفسرين الذين يأسسون حججهم في الإسلام وتعالميه، ويسعين إلى المساواة الكاملة بين النساء والرجال في الفضاء الخاص والعام ويمكن تضمين غير المسلمين في الخطاب والنقاش.
تُعرف النسوية الإسلامية من قبل العلماء المسلمين على أنها أكثر راديكالية من النسوية العلمانية وأنها راسخة في خطاب الإسلام مع القرآن كنص مركزي.
خلال الأوقات الحالية، ازداد نمو مفهوم النسوية الإسلامية في الجماعات الإسلامية التي تبحث عن الدعم من عدة مواقع من المجتمع. إضافةً لذلك، تسعى المسلمات المتعلمات إلى التعبير عن دورهن في المجتمع.
وفقًا لأم ياسمين من مركز الإسلام والأقليات المسلمة، فالنسوية غالبًا خاطئة بصفتها حركةً غربية، لكنها تتحدث عن أن النسويات المسلمات كن ناشطات منذ أوائل القرن التاسع عشر. ليست مهمات النسويات المسلمات إصلاح دين الإسلام، بل تعزيز المساواة بين الجنسين داخل مجتمع علماني. تخلص ياسمين كذلك إلى أن النسويات المسلمات طوّعن وجهات نظرهن التي يمكن من خلالها وضع الإسلام في سياقها من أجل الدعوة إلى المساواة بين الرجال والنساء بالتوازي مع عقيدتهم؛ لأن الإسلام لا يتغاضى عن العنف ضد المرأة. منذ القرن التاسع عشر، يشكك كل من الرجال والنساء في النظام القانوني المتعلق بتأثير قوانين الشريعة على النساء مثل الحجاب الصارم والتعليم والفصل وتعدد الزوجات واتخاذ المحظيات للزواج غير الشرعي. لإصلاح هذه القضايا الاجتماعية، بدأت النساء المسلمات في الدعوة إلى التغيير القانوني وإنشاء مدارس للبنات ومعارضة الحجاب وتعدد الزوجات. دعمًا لحجة ياسمين، تقوض فاطمة المرنيسي أن المرأة المسلمة المثالية التي تُصور على أنها صامتة وطائعة لا علاقة لها برسالة الإسلام. في رأيها، استغل الرجال المسلمون المحافظون النصوص الدينية للقرآن للحفاظ على نظامهم الأبوي من أجل منع النساء من التحرر الجنسي؛ وبالتالي فرض مبرر للحظر الصارم وحقوق التقييد.

### الإسلاميون
الإسلاميون هم المدافعون عن الإسلام السياسي وهو الفكرة القائلة بأن القرآن والحديث يفوضان الخلافة أي الحكومة الإسلامية. يدافع بعض الإسلاميين عن حقوق المرأة في الفضاء العام ولكنهم لا يتحدون المساواة الجندرية في الفضاء الخاص والشخصي. جادلت سعاد الفاتح البدوي وهي أكاديمية سودانية وسياسية إسلامية أن النسوية لا تتوافق مع التقوى وبالتالي هناك استبعاد متبادل بين الإسلام والنسوية. تحاجج مارجوت بدران من مركز التفاهم المسيحي الإسلامي في جامعة جورج تاون (أصبح اسم المركز حاليًا مركز الأمير الوليد بن طلال للتفاهم المسيحي الإسلامي) أن الإسلام والنسوية لا يستبعد بعضهما الآخر وأن النسوية الإسلامية، والتي تشتق فهمها وتستعين بالقرآن، تسعى للمطالبة بالحقوق والعدالة للنساء والرجال في كلية وجودهم. النسوية الإسلامية متنازع عليها كثيرًا، لكن أتباعها يدافعون عنها بشدة.

## التاريخ

### التغييرات المبكرة في ظل الإسلام
خلال الأيام الأولى للإسلام في القرن السابع الميلادي، أثرت التغييرات في حقوق المرأة على الزواج والطلاق والميراث. يجادل قاموس أكسفورد للإسلام بتحسين عام لوضع المرأة في المجتمعات العربية، بما في ذلك حظر وأد البنات، رغم أن بعض المؤرخين يعتقدون أن قتل الأطفال كان يمارس قبل الإسلام وبعده. بينما يجادل علماء آخرون، مثل ليلى أحمد قائلةً:
«ومع ذلك، فإن الحجة التي طرحها بعض الإسلاميين، والتي تقول إن حظر الإسلام لوأد البنات، أثبتت حقيقة أن الإسلام حسّن وضع المرأة من جميع النواحي، تبدو غير دقيقة ومبسطة على حد سواء».
بموجب الشريعة الإسلامية، لم يعد يُنظر إلى الزواج على أنه وضع بل عقد، إذ كان افتقار المرأة للاحتجاج أمرًا ملحًا، إما بالموافقة الفعلية أو الصمت. المهر، الذي كان يُعتبر سابقًا كسعر زواج العروس المدفوع للأب، أصبح هديةً زوجية تحتفظ بها الزوجة كجزء من ممتلكاتها الشخصية.
يقول وليام مونتجومري وات أن النبي محمد، في السياق التاريخي لزمانه، يمكن رؤيته باعتباره شخصية ثبتت نيابة عن حقوق المرأة وحسنت الأشياء إلى حد كبير. ويوضح وات: «في الوقت الذي بدأ فيه الإسلام، كانت ظروف النساء فظيعة -لم يمتلكن الحق في التملك، وكان من المفترض أن يكونوا ملكًا للرجل، وإذا مات الرجل يذهب كل شيء إلى أبنائه. أعطى النبي محمد، مع ذلك، من خلال إنشاء حقوق ملكية الممتلكات والميراث والتعليم والطلاق، النساء بعض الضمانات الأساسية». صرحت حداد وإسبوزيتو بأن النبي محمد منح المرأة حقوقًا وامتيازات في مجال الحياة الأسرية والزواج والتعليم والمساعي الاقتصادية، وهي حقوق تساعد على تحسين وضع المرأة في المجتمع.
من بين المنتقدين النسويات لمفهوم أن الإسلام قد حسن وضع النساء بصورة ملحوظة، ليلى أحمد، التي تقول إن السجلات الإسلامية تظهر أن بعض النساء على الأقل في بلاد ما قبل الإسلام ورثن ثرواتهن، وأدرن أعمالهن التجارية واخترن أزواجهن وعملن في مهن محترمة. تؤكد ليلى أحمد على الإشارة إلى أنه نظرًا إلى أن شبح الجزيرة العربية ما قبل الإسلام كانت ذات نظام أمومي لا يعني بالضرورة أن المرأة قد تحررت وتمكنت داخل مجتمعها. تجادل فاطمة المرنيسي بالمثل أن العادات في شبه الجزيرة العربية قبل الإسلام كانت أكثر تساهلاً في النشاط الجنسي للإناث واستقلالها الاجتماعي، وليس أقل من ذلك.
أجرى ماهود أيه ومويل جي وهودسون سي وليذرز إل دراسةً وسألوا النساء حول كيفية دورهن كامرأة في دينهن، وإذا كان من شأنه تمكينهن بأي شكل من الأشكال، تقول إحدى النساء التي وجه لها السؤال: «الإسلام وتعاليمه قادرة على إعطاء المرأة قدم المساواة في المجتمع مع الرجل، والإسلام لا ينحي المرأة إلى المجال الخاص، فأنا أعتقد حقًا أن بعض المسلمين شوهوا تعاليمنا ونسيوا تراثنا، وأعتقد أنه يمكن استخدام الإسلام كمصدر لتمكين النساء».